# Ghiacciaio Ice gate
Il ghiacciaio Ice Gate (in inglese Ice Gate Glacier) (64°54′S 62°45′W) è uno stretto ghiacciaio di tipo pirenaico situato sulla costa di Danco, nella parte occidentale della Terra di Graham, in Antartide. Il ghiacciaio, il cui punto più alto si trova 1.163 m s.l.m., si trova in particolare tra speroni rocciosi sul versante ovest di picco Dallmeyer ed è un tributario del ghiacciaio Astudillo.

## Storia
Il ghiacciaio Ice Gate (letteralmente "cancello di ghiaccio") è stato così battezzato dalla spedizione antartica polacca svoltasi nel 1978-79, probabilmente in virtù del fatto che gli speroni di roccia al punto di incontro dei due ghiacciai assomigliano alle colonne laterali di un cancello.